# Oncogene (journal)
Pour les articles homonymes, voir Oncogene.
Oncogene (abrégé en Oncogene) est une revue scientifique hebdomadaire à comité de lecture spécialisée sur les disciplines de la biochimie et de la biologie moléculaire dans les domaines de l’oncologie virale et humaine, des oncogènes, du cycle cellulaire, de la sénescence cellulaire, et de l’apoptose.
D'après le Journal Citation Reports, le facteur d'impact de ce journal était de 8,459 en 2014. L'actuel[Quand ?] directeur de publication est Douglas R. Green (en).